# Larry Gagosian
Lawrence Gilbert "Larry" Gagosian, född 19 april 1945 i Los Angeles i USA, är en amerikansk konsthandlare och gallerist.
Larry Gagosian växte upp i en armenisk familj i Kalifornien, där mor- och farföräldrarna hade invandrat till USA. Han utbildade sig på University of California, Los Angeles 1963–1969 med en examen i engelsk litteratur.
Han startade i konstbranschen med att sälja affischer och konsttryck i närheten av UCLAs campus i Los Angeles. Denna butik avvecklade han omkring 1976 och flyttade till en tidigare restauranglokal på Broxton Avenue i stadsdelen Westwood Detta galleri, Prints on Broxton namnändrades till Broxton Gallery och verksamheten utvidgades till att omfatta samtida konstnärers konstverk. År 1985 utökade han verksamheten till New York.
Till 1996 ägde han ett galleri i SoHo tillsammans med konsthandlaren Leo Castelli, där de visade utställningar av Roy Lichtenstein, Ellsworth Kelly, Bruce Nauman och andra ledande konstnärer i efterkrigsgenerationen.
Gagosian Gallery är idag en internationell gallerikedja av ett drygt tiotal gallerier, varav tre i New York, två i London och övriga i Beverly Hills, Rom, Aten, Paris, Genève och Hongkong.
Både 2004 och 2010 ansåg ArtReview att Gagosian var konstvärldens mest inflytelserika person.